# Vuk
A história da Primeira Igreja Batista de Conceição, no sertão da Paraíba, remonta à década de 1950, quando missionários americanos chegaram à cidade vindos do estado de Pernambuco. Em Conceição, encontraram apoio na família do senhor João Alencar, conhecido como "Seu João Preto", e de sua esposa Maria Cassiano.
Foi nesta família que o evangelho batista encontrou terreno fértil. Após a primeira pregação realizada pelos missionários, alguns de seus membros se converteram ao protestantismo, dando início à semente da fé batista na cidade.
Com o tempo, o trabalho missionário passou a contar com o apoio do Pastor Silas Melo, da Primeira Igreja Batista de Patos (PB). Sob sua liderança, ocorreram os primeiros batismos em Conceição. Contudo, devido à forte perseguição religiosa enfrentada pelos protestantes na cidade de Patos, o pastor Silas Melo foi impedido de continuar apoiando regularmente os cultos em Conceição. Isso ocasionou uma pausa temporária nos trabalhos da igreja.
Foi apenas no final da década de 1970 que os cultos foram retomados, agora com o apoio da Junta de Missões e sob a liderança do Pastor José Pires de Morais, marcando o recomeço da caminhada batista na cidade.
No início da década de 1980, os trabalhos começaram a se estruturar de forma mais consistente. Pequenos cultos eram realizados em casas de irmãos e, posteriormente, em espaços alugados. Com o crescimento da congregação em fé e número, a igreja foi organizada oficialmente.
Em 11 de maio de 1987, a Primeira Igreja Batista de Conceição foi registrada como pessoa jurídica, fortalecendo sua presença na cidade. Desde então, diversos pastores passaram por sua liderança, cada um contribuindo para o desenvolvimento espiritual, social e missionário da comunidade.
A igreja consolidou-se como uma referência na região, promovendo cultos, batismos, estudos bíblicos, ações sociais, Escola Bíblica Dominical, retiros espirituais e eventos que marcaram a vida de inúmeras famílias. A construção do templo próprio foi um marco fundamental, fruto do esforço coletivo dos irmãos e do apoio de igrejas coirmãs.

## Presente e Missão
Atualmente, a Primeira Igreja Batista de Conceição é uma das mais respeitadas igrejas evangélicas da cidade, comprometida com a pregação fiel do Evangelho de Cristo e com ações sociais voltadas à transformação da realidade de famílias carentes da região.
Seu atual Pastor é o Pr. Francismá Souto de Freitas Junior, formado em Teologia, Direito e Pós-Graduado em Liderança Cristã. Também é presidente do Instituto Ágape Sertão, uma iniciativa voltada ao serviço social e evangelístico. É casado com a missionária Michelli Freitas, com quem tem três filhos: Filipe, Artur e Davi Freitas.